# Mullegen
Mullegen, ook wel Het Mulligen/Mullegen genoemd, is een buurtschap binnen de Nederlandse gemeente Oldebroek en wordt met name gevormd door de volgende gehele of gedeeltelijke wegen: Bovenmolenweg, De Hoogte, Mulligenweg, Ottenweg en Vreeweg.
Het Mullegen is het begin van de noordelijke Veluwe en ligt in de driehoek van de dorpen 't Harde, 't Loo en Oldebroek.
Mulligen wordt het oudst bewoonde gebied van de streek genoemd. De rijke geschiedenis lezen we af aan de vorm en de structuur van het gebied. Het was in de Romeinse tijd waarschijnlijk al een legerplaats en vanaf die tijd is de omgeving al ontgonnen.
In de Middeleeuwen was de hof te Mullingen met grond en andere bezittingen, gelegen onder Oldenbroek, een bezit van de abt en het convent van het klooster Bloemkamp in Friesland. In of voor 1392 is dit goed aangekocht door Arent thoe Boecop, een vazal en raad, later rentmeester van hertog Willem I van Gelre. Hij zou het erf in 1392 gebruiken om de nieuw te bouwen stad Elburg uit te zetten.
Op de fundamenten van de Hoff werd later een boerenbedrijf gesticht. Dit boerenbedrijf is sinds de 16e eeuw zonder onderbreking in het bezit van de familie Flier. In de jaren 80 van de 20e eeuw zijn de fundamenten van het middeleeuwse klooster gevonden vlak bij de monumentale boerderij. Sinds de jaren 90 van de 20e eeuw heeft Mulligen weer officieel de status van landgoed.
Dorpen: Hattemerbroek · Kerkdorp · 't Loo · Noordeinde · Oldebroek · Oosterwolde · Wezep

Buurtschappen: Bovenveen · Duinkerken · Eekt · Mullegen · Posthoorn · Trutjeshoek · Voskuil · Zuideinde (deels)

Gelderland: Steden en dorpen in Gelderland      Nederland: Provincies · Gemeenten